# Sunitha Rao
Sunitha Rao (Kannada: ಸುನಿತಾ ರಾವ್) (Jersey City (Verenigde Staten), 27 oktober 1985) is een tennisspeelster uit India.
Zij begon op vijfjarige leeftijd met het spelen van tennis.
In 2002 speelde Rao haar eerste partijen op het WTA-circuit op het damesenkelspeltoernooi van het Brazilië Open.
Tussen 2003 en 2007 speelde zij op de kwalificatietoernooien van alle grandslamtoernooien (enkelspel), maar zij wist zich nimmer te plaatsen.
In 2007 speelde zij voor het eerst voor India op de Fed Cup – uiteindelijk speelde zij elf Fed Cup-partijen.
In 2008 nam zij samen met Sania Mirza deel aan de Olympische zomerspelen op het damesdubbelspeltoernooi.